# Pisonia

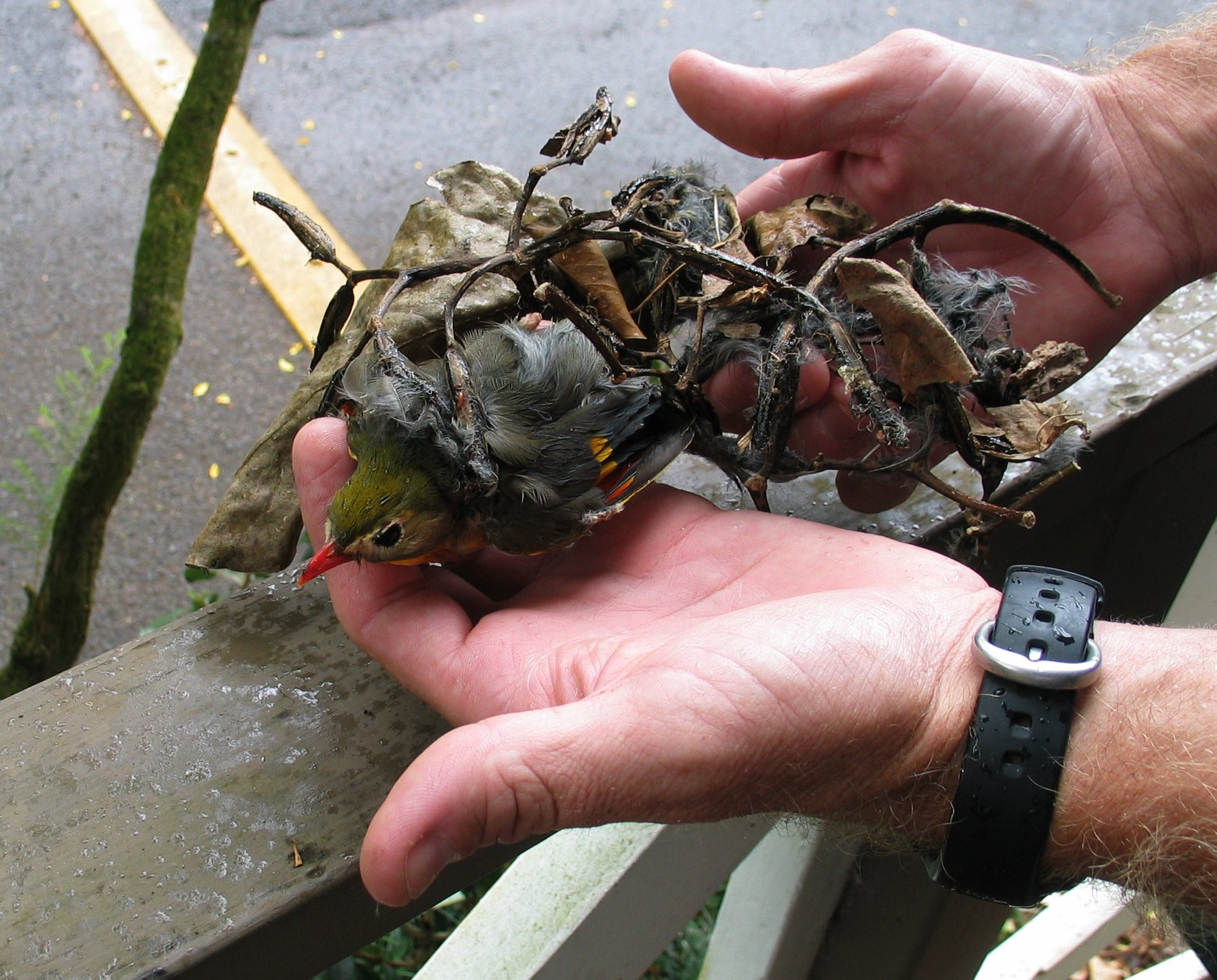
Pekińczyk czerwonodzioby oblepiony owocami Pisonia brunoniana

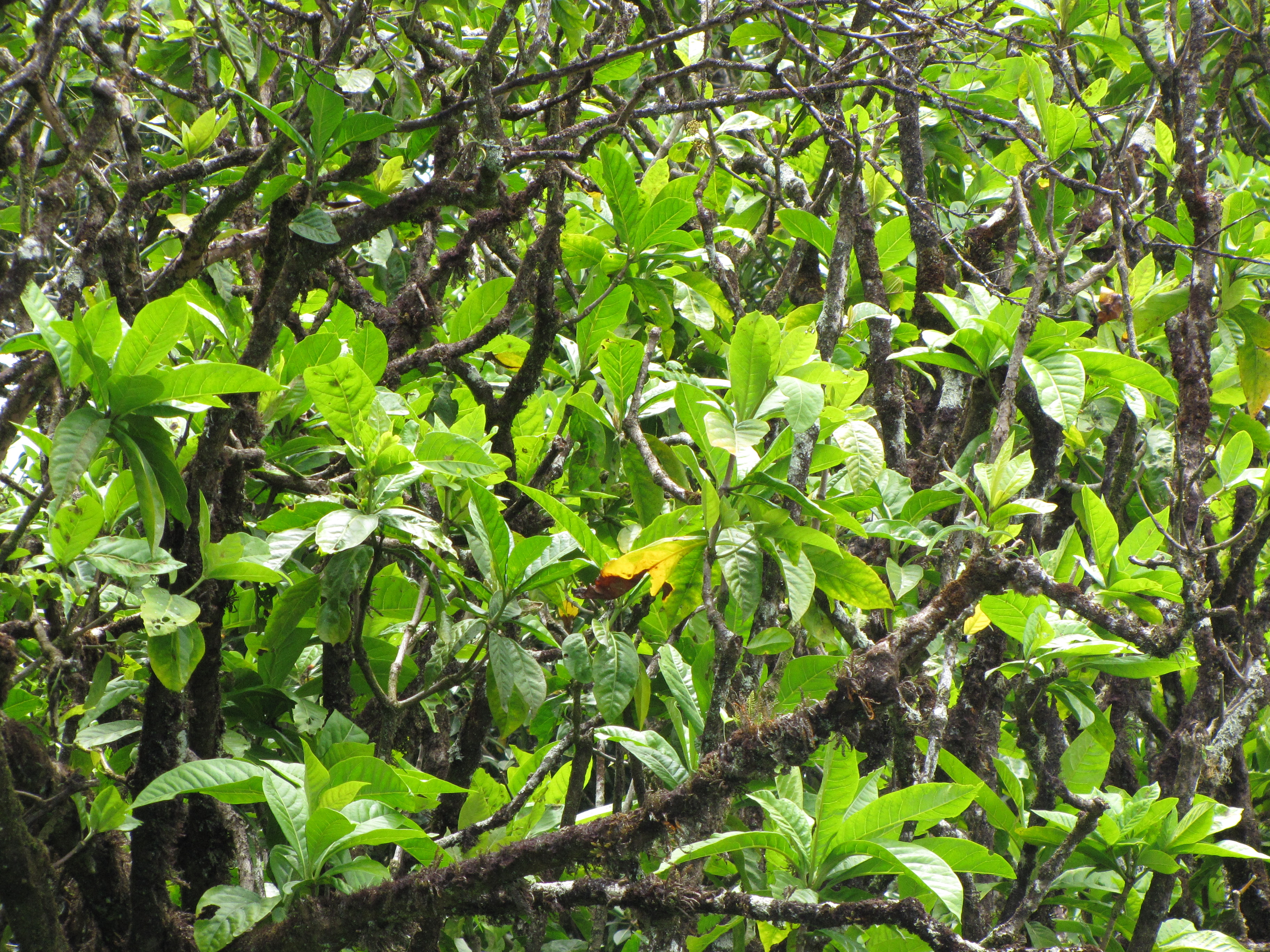
Pisonia umbellifera

Pisonia, chwytwa (Pisonia) – rodzaj roślin z rodziny nocnicowatych. Obejmuje około 40 gatunków, przy czym w niektórych ujęciach zaliczane są tu także rośliny z rodzaju Ceodes, co zwiększa liczbę gatunków do ok. 75. Są one szeroko rozprzestrzenione w strefie tropikalnej i subtropikalnej. Najbardziej zróżnicowane są na Antylach i w Ameryce Centralnej (na północy sięgają po południową Florydę), mniej liczne w południowo-wschodniej Azji i Oceanii, poza tym rosną w Indiach (trzy gatunki), w Chinach (trzy gatunki) i w Afryce (jeden gatunek). Zasiedlają różne siedliska, często w rejonie wybrzeży lub na skrajach lasów, nierzadko tworząc trudne do przybycia, gęste zarośla, porastają także nawet niewielkie i izolowane wyspy z koloniami ptaków, które roznoszą ich nasiona. 
Pokryte gruczołami i zawierające nasiona antokarpy tych roślin są tak lepkie, że przywierają do ptaków i gadów, które rozprzestrzeniają w efekcie diaspory tych roślin. Zdarza się, że zwierzęta tak bardzo oblepione są lepką wydzieliną, że nie są zdolne do lotu, sprawnego poruszania się czy oczyszczenia – w efekcie giną. Szczególnie wrażliwe są faetony żółtodziobe i atolówki. Zdarza się, że z czasem pod drzewami gromadzą się stosy kości ofiar.
Lepkie antokarpy bywają też wykorzystywane do połowu ptaków przez ludzi (np. na Hawajach, innych wyspach Oceanii i w Indiach). Młode liście Pisonia grandis spożywane są jako warzywo na Archipelagu Malajskim, w tym także w odmianach bezchlorofilowych o liściach barwy kremowej lub żółtawej – stąd drzewo zwane jest „sałatowym” (ang. lettuce tree) i „kapustą z Moluków” (Moluccan cabbage). Z drewna tego gatunku wykonywane są figury do teatru cieni wayang na Jawie. Gatunki o gęstym pokroju (np. Pisonia aculeata) bywają sadzone jako żywopłoty. Miękkie drewno pisonii baldaszkowatej P. umbellifera jest przysmakiem słoni, a spożyte przez owce ma barwić ich zęby tak, że wyglądają jakby były ze złota.
Nazwa naukowa rodzaju upamiętnia niderlandzkiego lekarza i botanika – Willema Piesa (Piso w formie zlatynizowanej) (1611-1678).

## Morfologia

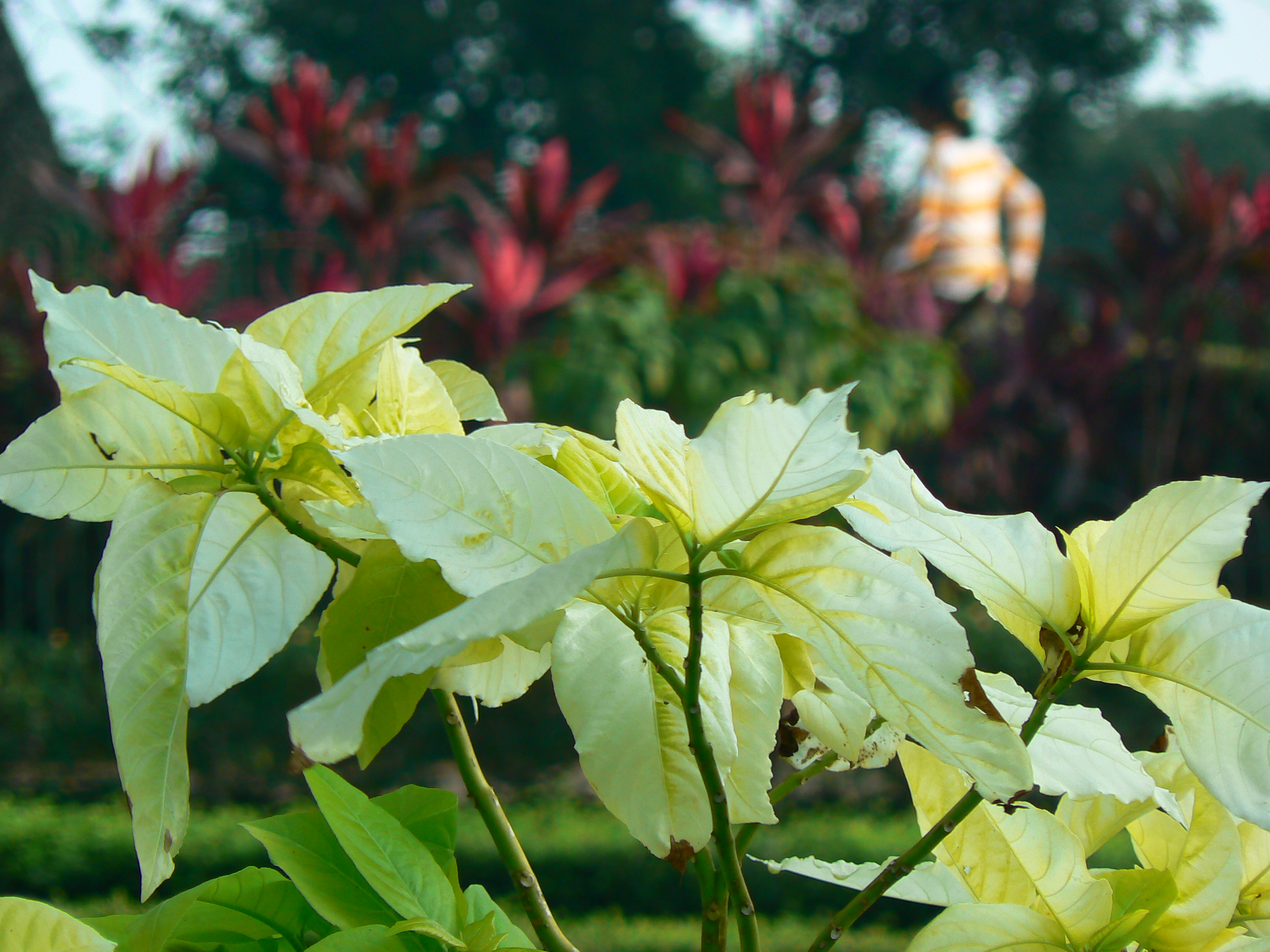
Białolistna odmiana „drzewa sałatowego”

PokrójDrzewa, krzewy i liany, czasem z zagiętymi do tyłu cierniami, osiągające do 30 m wysokości. Kora miękka i krucha. Pędy zwykle omszone.
LiścieNaprzeciwległe (czasem zróżnicowane wielkością w parze) lub skrętoległe, u niektórych gatunków skupione na końcach pędów. Liście ogonkowe i całobrzegie. Blaszka mięsista, skórzasta do cienkiej.
KwiatyObupłciowe lub jednopłciowe, zebrane w gęste lub luźne wierzchotki tworzące baldachowate lub wiechowate kwiatostany złożone, wyrastające w kątach liści lub szczytowo. Przysadek brak lub drobne i szybko odpadające. Niezróżnicowany okwiat składa się z 5 listków, w kwiatach męskich dzwonkowaty lub urnowaty, w kwiatach żeńskich listki okwiatu tworzą trwałą rurkę, na szczycie z 5 ząbkami zachowującymi się na owocu. Okwiat podczas owocowania rozrasta się i drewnieje wokół owocu tworząc antokarp. W kwiatach męskich znajduje się 6–10 pręcików i szczątkowa zalążnia. W kwiatach żeńskich zalążnia otoczona jest prątniczkami.
OwoceCharakterystyczne dla rodziny antokarpy – powstające z zasychającego i drewniejącego okwiatu, mniej lub bardziej pięciokanciastego. Na zewnątrz owłosiony lub gładki, na grzbietach z pojedynczym rzędem lub większą ilością lepkich gruczołów.

## Systematyka
Rodzaj z plemienia Pisonieae Meisner z rodziny nocnicowatych Nyctaginaceae Jussieu (w niektórych ujęciach plemię to wyodrębniane jest w randze rodziny Pisoniaceae J. Agardh).
Wykaz gatunków (nazwy zaakceptowane według The Plant List)
- Pisonia aculeata L.
- Pisonia albida (Heimerl) Britton
- Pisonia ambigua Heimerl
- Pisonia brunoniana Endl.
- Pisonia capitata (S. Watson) Standl.
- Pisonia donnellsmithii Heimerl ex Standl.
- Pisonia flavescens Standl.
- Pisonia floribunda Hook. f.
- Pisonia floridana Britton
- Pisonia grandis R. Br.
- Pisonia helleri Standl.
- Pisonia hirtella Kunth
- Pisonia indecora Heimerl
- Pisonia laxiflora Choisy
- Pisonia macranthocarpa (Donn.Sm.) Donn.Sm.
- Pisonia pedicellaris (Griseb. ex Heimerl) Heimerl
- Pisonia petenensis Lundell
- Pisonia proctorii Lundell
- Pisonia rotundata Griseb.
- Pisonia sandwicensis Hillebr.
- Pisonia silvatica Standl.
- Pisonia subcordata Sw.
- Pisonia umbellifera (J.R. Forst. & G. Forst.) Seem. – pisonia baldaszkowata[13]
- Pisonia zapallo Griseb.